# Alki Larnaca FC
Alki Larnaca (en griego: ΑΛΚΗ Λάρνακας, ALKI Larnakas) fue un club de fútbol chipriota con sede en la ciudad de Lárnaca, que jugó en la Primera división de Chipre.

## Historia
El club se fundó el 10 de abril de 1948, y sus colores eran el azul y rojo. Llegaron a la final de la Copa de Chipre en 5 ocasiones sin ganar en ninguna de ellas.
En 1978/1979, que alcanzaron su mejor posición en el ranking al conseguir el tercer puesto en la Primera división de Chipre, que les dio derecho a ellos y al APOEL Nicosia, ambos fueron finalistas y campeones de la Copa, a disputar la Copa de la UEFA, donde fueron eliminados en la primera ronda por Dinamo de Bucarest. El equipo ascendió en la temporada 2006-2007 a la Primera División de Chipre.

## Jugadores notables
- Diego Rivarola
- Edmar
- Alex von Schwedler
- Julio Rodríguez

## Palmarés

### Torneos nacionales
- Segunda División de Chipre (4): 1960, 1982, 2001, 2010
- Subcampeón de la Copa de Chipre (5): 1967, 1970, 1976, 1977, 1980

## Participación en competiciones de la UEFA
| Temporada | Torneo          | Ronda | Club            | Casa | Visita | Global |
| --------- | --------------- | ----- | --------------- | ---- | ------ | ------ |
| 1979–80   | Copa de la UEFA | 1     | Dinamo Bucarest | 0–9  | 0–3    | 0–12   |